# Sovětská liga ledního hokeje 1988/1989
Sezóna 1988/1989 byla 43. sezonou Sovětské ligy ledního hokeje. Mistrem se stal tým CSKA Moskva.
Nejhorší čtyři celky první fáze čekala prolínací soutěž proti šestici nejlepších týmů 2. ligy. Vzhledem k rozšíření soutěže si účast v nejvyšší soutěži zajistilo 6 nejlepších celků této baráže. Všichni prvoligisté v baráži uspěli a udrželi se. Nově do nejvyšší soutěže postoupily celky Torpedo Ust-Kamenogorsk a SK Urickogo Kazaň.

## První fáze
| #  | Tým                     | Z  | V  | R | P  | Sk.    | B  |
| -- | ----------------------- | -- | -- | - | -- | ------ | -- |
| 1  | CSKA Moskva             | 28 | 17 | 4 | 7  | 133-69 | 38 |
| 2  | Dynamo Moskva           | 28 | 15 | 4 | 9  | 100-61 | 34 |
| 3  | Křídla Sovětů Moskva    | 28 | 14 | 5 | 9  | 90-74  | 33 |
| 4  | Chimik Voskresensk      | 28 | 12 | 8 | 8  | 84-72  | 32 |
| 5  | Spartak Moskva          | 28 | 12 | 5 | 11 | 90-70  | 29 |
| 6  | Sokol Kyjev             | 28 | 11 | 6 | 11 | 88-81  | 28 |
| 7  | Dynamo Riga             | 28 | 11 | 5 | 12 | 72-71  | 27 |
| 8  | Avtomobilist Sverdlovsk | 28 | 12 | 3 | 13 | 86-99  | 27 |
| 9  | SKA Leningrad           | 28 | 9  | 6 | 13 | 67-77  | 24 |
| 10 | Traktor Čeljabinsk      | 28 | 10 | 4 | 14 | 67-74  | 24 |
| 11 | Lokomotiv Jaroslavl     | 28 | 10 | 3 | 15 | 81-87  | 23 |
| 12 | Dynamo Minsk            | 28 | 7  | 6 | 15 | 78-95  | 20 |
| 13 | Dynamo Charkov          | 28 | 5  | 4 | 19 | 69-122 | 14 |
| 14 | Torpedo Gorkij          | 28 | 4  | 3 | 21 | 57-103 | 11 |

## Finálová skupina
| #  | Tým                     | Z  | V  | R | P  | Sk.     | B  |
| -- | ----------------------- | -- | -- | - | -- | ------- | -- |
| 1  | CSKA Moskva             | 36 | 23 | 5 | 8  | 165-100 | 51 |
| 2  | Chimik Voskresensk      | 36 | 19 | 8 | 9  | 129-103 | 46 |
| 3  | Křídla Sovětů Moskva    | 36 | 18 | 9 | 9  | 113-84  | 45 |
| 4  | Dynamo Moskva           | 36 | 19 | 5 | 12 | 128-98  | 43 |
| 5  | Sokol Kyjev             | 36 | 16 | 9 | 11 | 141-124 | 41 |
| 6  | Dynamo Riga             | 36 | 13 | 3 | 20 | 93-121  | 29 |
| 7  | Spartak Moskva          | 36 | 9  | 9 | 18 | 101-119 | 27 |
| 8  | SKA Leningrad           | 36 | 10 | 7 | 19 | 94-132  | 27 |
| 9  | Avtomobilist Sverdlovsk | 36 | 10 | 6 | 20 | 98-156  | 26 |
| 10 | Traktor Čeljabinsk      | 36 | 11 | 3 | 22 | 91-116  | 25 |